# Yoshika Matsubara
Yoshika Matsubara (19 de agosto de 1974) é um treinador e ex-futebolista profissional japonês que atuava como atacante.

## Carreira
Yoshika Matsubara representou a Seleção Japonesa de Futebol nas Olimpíadas de 1996.